# Céligny
Céligny (toponimo francese) è un comune svizzero di 787 abitanti del Canton Ginevra.

## Geografia fisica
Céligny si affaccia sul Lago di Ginevra; è un'enclave nel Canton Vaud e a sua volta possiede una porzione di territorio, separata dal resto del comune, anch'esso completamente circondato dal Canton Vaud.

## Storia

### Simboli
Lo stemma è stato adottato dal consiglio comunale il 17 marzo 1924 e approvato dal Consiglio di Stato il 4 aprile dello stesso anno riprendendo il blasone della famiglia Falcon de Céligny documentata dal 1165.

## Monumenti e luoghi d'interesse
- Chiesa riformata (già di San Martino), attestata dal 1275 e ricostruita nel 1993.[4]

## Società

### Evoluzione demografica
L'evoluzione demografica è riportata nella seguente tabella:
Abitanti censiti

## Infrastrutture e trasporti
Céligny è servito dall'omonima stazione sulla ferrovia Losanna-Ginevra.

## Amministrazione
Ogni famiglia originaria del luogo fa parte del comune patriziale che ha la responsabilità della manutenzione di ogni bene comune.